# Dinar tunecino
El dinar tunecino (TND ISO 4217) es la moneda nacional de Túnez, Se divide en 1000 milésimos, Existen billetes de 5, 10, 20 y 50 dinares, y monedas de 1, 2, 5, 10, 20, 50, 100 y 200 milésimos, ½, 1, 2 y 5 dinares.
Esta divisa tiene una gran peculiaridad, y es que está estrictamente prohibido sacar la moneda local del país. Con ello consiguen que la divisa se mantenga fuerte y no sufra muchas fluctuaciones respecto al dólar estadounidense o al euro. 
A la salida del país, se pueden cambiar los dinares tunecinos sobrantes a divisas hasta un 30% de lo cambiado previamente, con un tope máximo de 100 dinares. Para ello es necesario presentar los certificados de cambio de divisas efectuados en bancos, oficinas de cambio, hoteles, etc.

## Historia
El dinar se introdujo en 1960, después de haber sido establecida como una unidad de cuenta en 1958. Sustituyó al franco tunecino en un ratio de 1000 francos = 1 dinar. El tipo de cambio fijo con el dólar estadounidense de 0,42 dinar = 1 dólar que se estableció en 1958 se mantuvo hasta 1964, cuando el dinar se devaluó a 0,525 dinares = 1 dólar. Este segundo tipo se llevó a cabo hasta que el dólar se devaluó en 1971.
Túnez tuvo una inflación históricamente baja. El dinar fue menos volátil en 2000-2010 que las monedas de sus vecinos importadores de petróleo, Egipto y Marruecos. La inflación fue del 4,9% en el año fiscal 2007-08 y del 3,5% en el año fiscal 2008-09. Sin embargo, el valor de la moneda ha ido cayendo desde entonces, y entre 2008 y 2018, el dinar se depreció alrededor del 55% frente al dólar estadounidense, de 76 centavos a 34 centavos, y alrededor del 46% frente al euro, de 55 centavos a 34 centavos. 30 centavos.

## Monedas
Las características de las monedas en circulación son las siguientes:

| Denominación  | Circula desde | Metal        | Metal        | Forma        | Diámetro | Canto          | Imagen | Reverso                       |
| Denominación  | Circula desde | Anillo       | Centro       | Forma        | Diámetro | Canto          | Imagen | Reverso                       |
| ------------- | ------------- | ------------ | ------------ | ------------ | -------- | -------------- | ------ | ----------------------------- |
| 1 milésimo    | 1960          | Aluminio     | Aluminio     | Circular     |          | Estriado       |        | Alcornoque mediterráneo y año |
| 2 milésimos   | 1960          | Aluminio     | Aluminio     | Circular     |          | Estriado       |        | Alcornoque mediterráneo y año |
| 5 milésimos   | 1960          | Aluminio     | Aluminio     | Circular     |          | Estriado       |        | Alcornoque mediterráneo y año |
| 10 milésimos  | 1960          | Latón        | Latón        | Circular     |          | Estriado       |        | Leyenda y año                 |
| 20 milésimos  | 1960          | Latón        | Latón        | Circular     |          | Estriado       |        | Leyenda y año                 |
| 50 milésimos  | 1960          | Latón        | Latón        | Circular     | 25 mm    | Estriado       |        | Leyenda y año                 |
| 100 milésimos | 1960          | Latón        | Latón        | Circular     | 27 mm    | Estriado       |        | Leyenda y año                 |
| 200 milésimos | 2013          | Cupro-Zinc   | Cupro-Zinc   | Tridecagonal | 29 mm    | Estriado       |        | Leyenda y año                 |
| ½ dinar       | 1990          | Cupro-Níquel | Cupro-Níquel | Circular     |          | Liso           |        | Escudo y año                  |
| 1 dinar       | 1990          | Cupro-Níquel | Cupro-Níquel | Circular     |          | Liso           |        | Escudo y año                  |
| 2 dinares     | 2013          | Cupro-Níquel | Cupro-Níquel | Tridecagonal | 29,4 mm  |                |        | Árbol y año                   |
| 5 dinares     | 2000          | Latón        | Cupro-Níquel | Circular     |          | Estriado disc. |        | Escudo y año                  |

Es extraño hallar monedas de 1 y 2 milésimos en circulación debido al escaso valor de dichas monedas.
El 26 de diciembre de 2013 se introdujeron dos nuevas monedas tridecagonales, 200 milésimos (cobre-zinc, 29 mm de diámetro, 1,80 mm de espesor, 9,4 gr. Peso) y 2 dinares (cobre-níquel, 29,4 mm de diámetro, 1,90 mm de grosor, 11,2 gr. peso)

## Billetes
Las denominaciones en circulación se detallan a continuación:
| Denominación | Efigie                  | Color predominante    | Dimensiones | Imagen del anverso | Imagen del reverso |
| ------------ | ----------------------- | --------------------- | ----------- | ------------------ | ------------------ |
| 5 dinares    | Aníbal                  | Verde                 | 70 x 137 mm | 129x               |                    |
| 10 dinares   | Ibn Jaldún              | Azul                  | 73 x 145 mm |                    |                    |
| 10 dinares   | Reina Dido de Cartago   | Azul                  | 73 x 145 mm |                    |                    |
| 10 dinares   | Aboul El Kacem Chebbi   | Azul y Amarillo       | 73 x 148 mm |                    |                    |
| 20 dinares   | Kheireddine Et-Tounsi   | Violeta               | 76 x 153 mm |                    |                    |
| 20 dinares   | Kheireddine Et-Tounsi   | Rojo, Azul y Amarillo | 76 x 153 mm |                    |                    |
| 50 dinares   | Ibn El Rachiq Kairouani | Verde                 | 79 x 161 mm |                    |                    |
| 50 dinares   | Ibn El Rachiq Kairouani | Verde                 | 79 x 158 mm |                    |                    |

Existen además denominaciones de 10 dinares con el retrato de Ibn Jaldún impresos en color marrón.
| Nueva serie de billetes | Nueva serie de billetes | Nueva serie de billetes | Nueva serie de billetes | Nueva serie de billetes             |
| Imagen                  | Imagen                  | Valor                   | Descripción             | Descripción                         |
| Anverso                 | Reverso                 | Valor                   | Anverso                 | Reverso                             |
| ----------------------- | ----------------------- | ----------------------- | ----------------------- | ----------------------------------- |
|                         |                         | 5 dinares               | Slaheddine el Amami     | Acueductos romanos en Zaghouan      |
|                         |                         | 10 dinares              | Tewhida Ben Sheikh      | Cerámica y joyería bereber          |
|                         |                         | 20 dinares              | Farhat Hached           | Anfiteatro de El Djem               |
|                         |                         | 50 dinares              | Hédi Nouira             | Edificio del Banco Central de Túnez |

## Para más información
- Krause, Chester L. and Clifford Mishler (2008). Standard Catalog of World Coins: (1901–2008). Krause Publications. ISBN 978-0-89689-713-7.
- Pick, Albert (2009). Standard Catalog of World Paper Money, Modern Issues, 1961-Presente. Colin R. Bruce II and Neil Shafer (editors). Krause Publications. ISBN 0-87341-207-9.

- Datos: Q4602
- Multimedia: Money of Tunisia / Q4602